# Ziad Jaziri
Ziad Jaziri (Ciudad de Túnez, Túnez, 12 de julio de 1978) es un exfutbolista tunecino que jugaba de delantero, su último equipo fue el Al-Kuwait de la Liga Premier de Kuwait.

## Selección nacional
Ha participado en 64 ocasiones con la Selección de fútbol de Túnez, marcando 14 goles, y fue seleccionado para la Copa Mundial de Fútbol de 2006. También formó parte de la selección de la Copa Mundial de Fútbol de 2002. Además, estuvo en el equipo de Túnez que resultó vencedor en la Copa Africana de Naciones de 2004. Marcó el primer gol de Túnez en el mundial de Alemania 2006 ante Arabia Saudita el 14 de junio de 2006.

### Participaciones en Copas del Mundo
| Mundial                        | Sede     | Resultado    | Partidos | Goles |
| ------------------------------ | -------- | ------------ | -------- | ----- |
| Copa Mundial de Fútbol de 2006 | Alemania | Primera fase | 3        | 1     |

### Participaciones en Copas Africanas
| Copa                           | Sede            | Resultado        | Partidos | Goles |
| ------------------------------ | --------------- | ---------------- | -------- | ----- |
| Copa Africana de Naciones 2000 | Ghana y Nigeria | Tercer lugar     | 6        | 0     |
| Copa Africana de Naciones 2004 | Túnez           | Campeón          | 5        | 2     |
| Copa Africana de Naciones 2006 | Egipto          | Cuartos de final | 2        | 0     |

### Participaciones en Copa Confederaciones
| Edición                   | Sede     | Resultado    | Partidos | Goles |
| ------------------------- | -------- | ------------ | -------- | ----- |
| Copa Confederaciones 2005 | Alemania | Primera fase | 3        | 0     |

## Clubes
- 1999-2003: Étoile du Sahel (Túnez)
- 2003-2005: Gaziantepspor (Turquía)
- 2005-2007: Troyes AC (Francia)
- 2007-2008: Al-Kuwait Sports Club (Kuwait)